# 노무라 마사시게

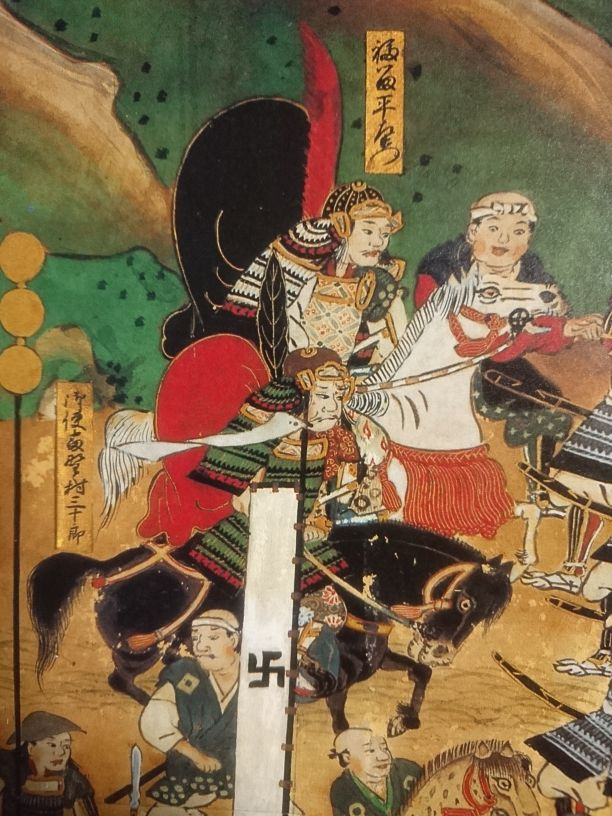
노무라 마사시게

노무라 마사시게(일본어: 野々村正成, 생년 미상 ~ 덴쇼 10년 음력 6월 2일(1582년 6월 21일)）는, 센고쿠 시대부터 아즈치모모야마 시대까지의 무장이다. 오다 노부나가의 측근. 통칭은 산주로(三十郎). 오다 노부타다를 따라 혼노지의 변 당시 사망하였다.
미노 국 출신으로, 처음에는 사이토씨를 섬기다, 에이로쿠 5년（1562년）5월 가루미 전투에서, 오다 노부나가 부하 오다 노부마스(織田信益)를 격파하였다고 한다.
그 후 노부나가를 섬겨, 기마무사(호로)가 되었다. 덴쇼 3년 (1575년) 3월에 일어난 나가시노 전투에서는 마에다 도시이에(前田利家), 삿사 나리마사, 후쿠즈미 히데카쓰(福富秀勝)와 같이 철포대를 지휘하였다. 덴쇼 6년（1578년）11월 셋쓰 이타미 성 공격에도 참가(이타미 성 전투), 나카가와 기요히데의 투항을 노부나가에게 주선하였다. 덴쇼 10년（1582년）2월에는 기이방면으로 파견되어, 도바시(土橋) 공격 당시 사자(使者)를 맡았으며, 겐뇨나 네고로 사, 고가와 절로 노부나가의 슈인조(朱印状)를 전달하였다.
1573년 6월 2일에 일어난 혼노지의 변 당시, 니조성에서 오다 노부타다를 따라 싸우다가 전사하였다.